# Chiesa di San Michele Arcangelo (Venezia, Mazzorbo)
La chiesa di San Michele Arcangelo è stato un edificio religioso cattolico, ora demolito, dell'isola di Mazzorbo, nella Laguna di Venezia. Dell'originale complesso rimane solo il campanile.

## Storia
Non è certa la data di fondazione ma la datazione certa di una della campane (1318) e il fatto che la chiesa fosse citata nell'elenco degli edifici religiosi esistenti nel secolo XII testimoniano che si tratta di un edificio molto antico.
I documenti di archivio relativi a una visita pastorale del vescovo Marco Giustiniani, avvenuta il 24 febbraio 1699, riportano che la chiesa aveva una struttura di impianto romanico a tre navate separate da colonne, un coro ligneo e un'abside in corrispondenza della navata principale.
La chiesa venne promossa a parrocchiale intorno al 1500. A partire dal 1600 circa la chiesa ebbe un lungo decadimento fino al 1747, anno in cui fu restaurata ed ampliata. Nel 1807, in epoca napoleonica, la chiesa venne sconsacrata per ordine di Bonaparte. Lasciata in abbandono e venduta a privati nel 1819, in seguito al crollo della cappella maggiore nel 1825, ne fu decretata la demolizione, avvenuta nel 1828. Dopo la demolizione, l'area occupata dalla chiesa venne adibita a cimitero comunale e fu edificata una piccola cappella in mattoni dedicata a Santa Maria Assunta.

## Descrizione
Il campanile è l'unica struttura sopravvissuta alla demolizione della chiesa. È alto circa 27 metri ed è in stile romanico-rinascimentale. Al suo interno conteneva quattro campane: le due più grandi e antiche furono trasferite nella chiesa di Santa Caterina; un'altra è scomparsa e l'ultima si presume che sia quella rimasta sul campanile. Il campanile è diroccato e transennato per motivi di sicurezza.